# Maisoncelles (Haute-Marne)
Pour les articles homonymes, voir Maisoncelles.
Maisoncelles est une commune française située dans le département de la Haute-Marne, en région Grand Est.

## Géographie
| Vroncourt-la-Côte |              | Levécourt |
| Audeloncourt      | Maisoncelles | Levécourt |
| Audeloncourt      | Audeloncourt |           |

### Hydrographie
La commune est dans le bassin versant de la Meuse au sein du bassin Rhin-Meuse. Elle est drainée par le ruisseau de Maisoncelles,.

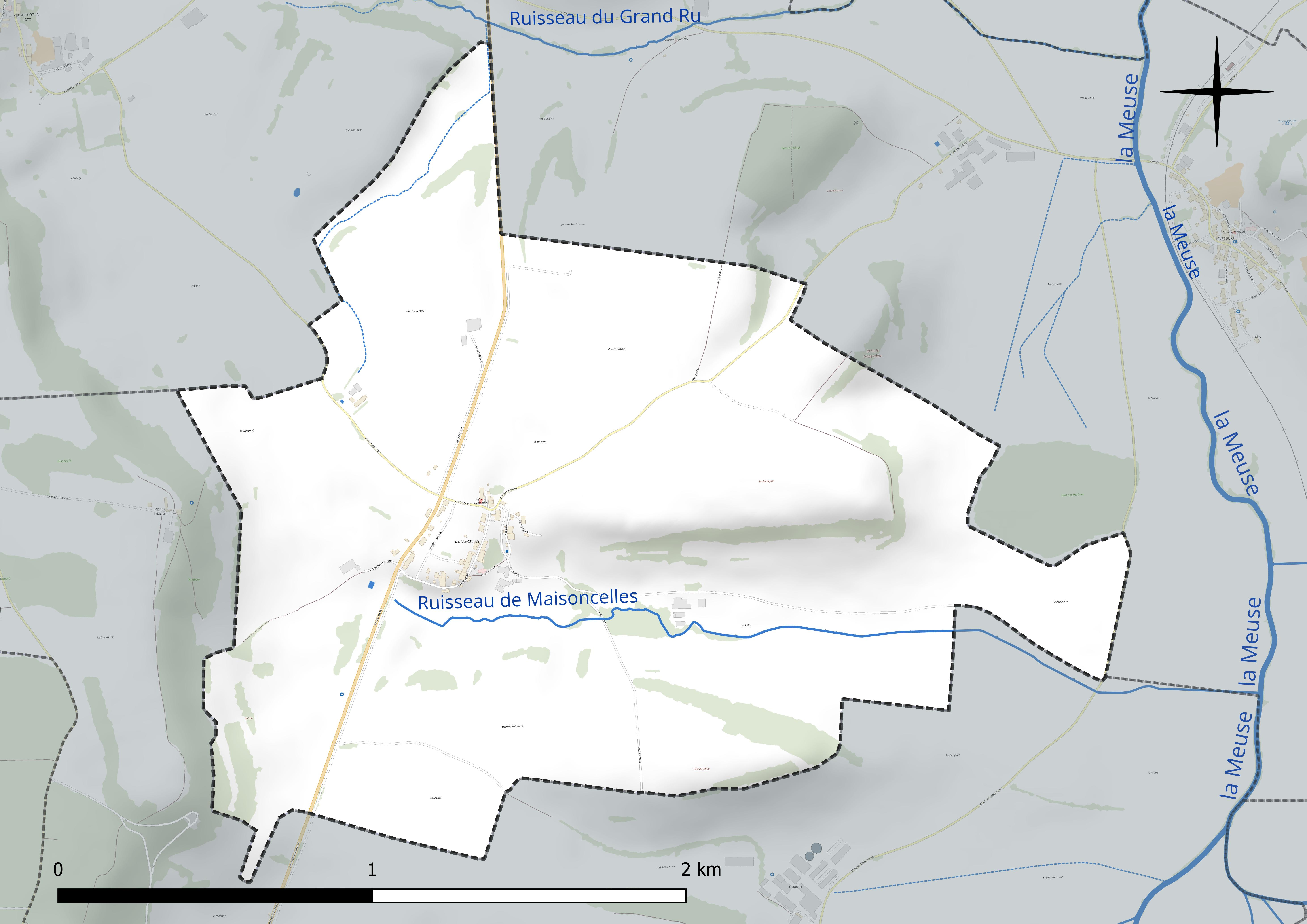
Réseau hydrographique de Maisoncelles.

### Climat
Pour des articles plus généraux, voir Climat du Grand Est et Climat de la Haute-Marne.
En 2010, le climat de la commune est de type climat de montagne, selon une étude du Centre national de la recherche scientifique s'appuyant sur une série de données couvrant la période 1971-2000. En 2020, Météo-France publie une typologie des climats de la France métropolitaine dans laquelle la commune est exposée à un climat océanique altéré et est dans la région climatique  Lorraine, plateau de Langres, Morvan, caractérisée par un hiver rude (1,5 °C), des vents modérés et des brouillards fréquents en automne et hiver. 
Pour la période 1971-2000, la température annuelle moyenne est de 9,3 °C, avec une amplitude thermique annuelle de 16,8 °C. Le cumul annuel moyen de précipitations est de 1 020 mm, avec 13,3 jours de précipitations en janvier et 9,4 jours en juillet. Pour la période 1991-2020, la température moyenne annuelle observée sur la station météorologique de Météo-France la plus proche, « Is-en-Bassigny », sur la commune d'Is-en-Bassigny à 13 km à vol d'oiseau, est de 10,0 °C et le cumul annuel moyen de précipitations est de 873,6 mm. 
La température maximale relevée sur cette station est de 38,7 °C, atteinte le 25 juillet 2019 ; la température minimale est de −19,3 °C, atteinte le 20 décembre 2009,,. 
Les paramètres climatiques de la commune ont été estimés pour le milieu du siècle (2041-2070) selon différents scénarios d'émission de gaz à effet de serre à partir des nouvelles projections climatiques de référence DRIAS-2020. Ils sont consultables sur un site dédié publié par Météo-France en novembre 2022.

## Urbanisme

### Typologie
Au 1er janvier 2024, Maisoncelles est catégorisée commune rurale à habitat très dispersé, selon la nouvelle grille communale de densité à sept niveaux définie par l'Insee en 2022.
Elle est située hors unité urbaine et hors attraction des villes,.

### Occupation des sols
L'occupation des sols de la commune, telle qu'elle ressort de la base de données européenne d’occupation biophysique des sols Corine Land Cover (CLC), est marquée par l'importance des territoires agricoles (99,2 % en 2018), une proportion identique à celle de 1990 (99,2 %). La répartition détaillée en 2018 est la suivante : 
prairies (62,9 %), terres arables (28,7 %), zones agricoles hétérogènes (7,6 %), forêts (0,8 %). L'évolution de l’occupation des sols de la commune et de ses infrastructures peut être observée sur les différentes représentations cartographiques du territoire : la carte de Cassini (XVIIIe siècle), la carte d'état-major (1820-1866) et les cartes ou photos aériennes de l'IGN pour la période actuelle (1950 à aujourd'hui).

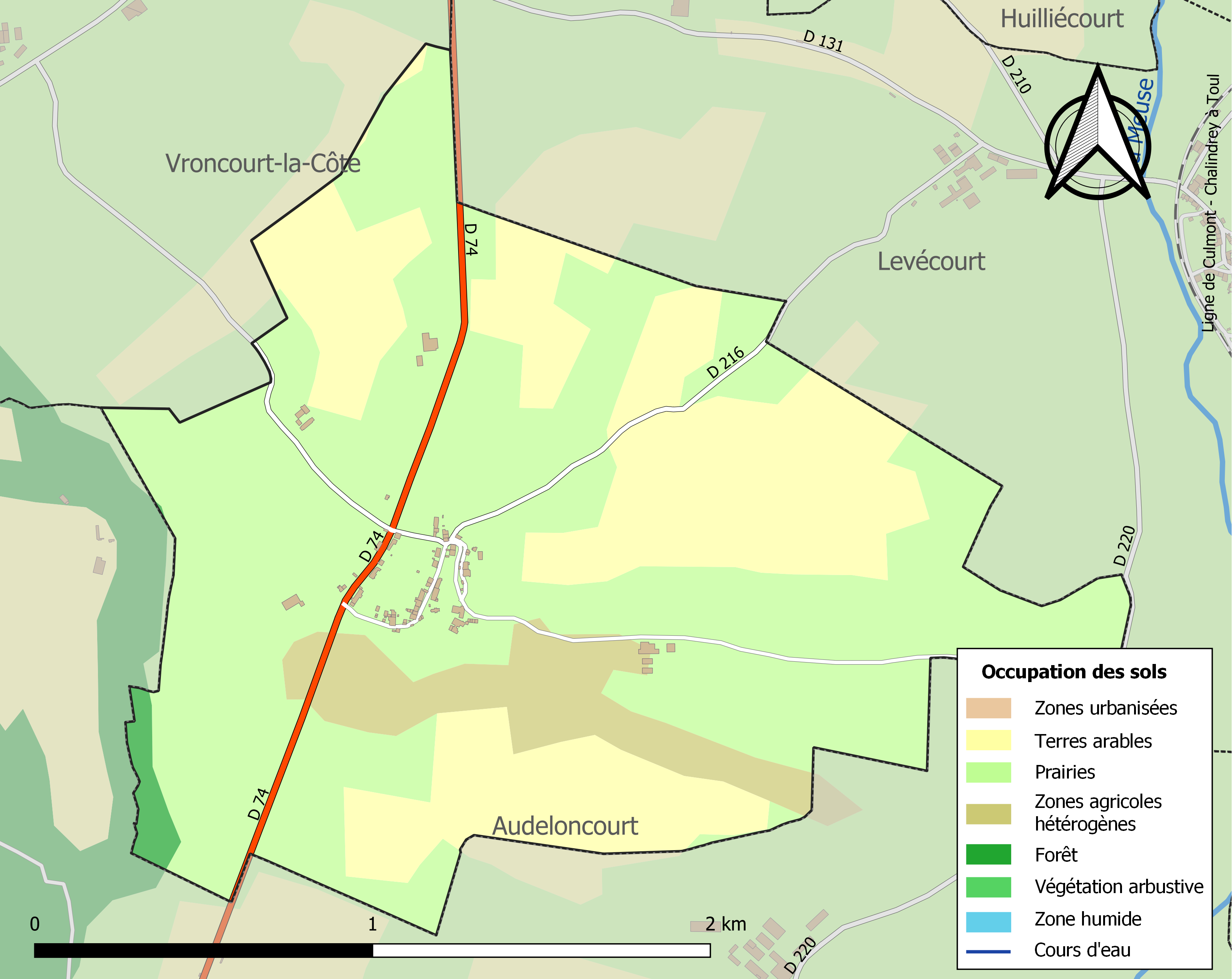
Carte des infrastructures et de l'occupation des sols de la commune en 2018 (CLC).

## Toponymie
Le nom de la localité est attesté sous les formes Mesencellae (1136) ; Masencellae (1163) ; Masunceles (1163) ; Ecclesia de Masencellis (1402) ; Maisoncelle (1443) ; Maisoncelles (1539) ; Maisancelles (1684) ; Mesoncelle (1700) ; Maizancelles (1770).

Du latin mansionicella, « petite demeure ». Probablement une déformation de l'oïl maisoncele « petite maison, cellule d'ermite ».

## Politique et administration
| Période                                  | Période   | Identité          | Étiquette | Qualité |
| ---------------------------------------- | --------- | ----------------- | --------- | ------- |
| mars 1995                                | mars 2008 | Michel Bégin      |           |         |
| mars 2008                                | mai2020   | Thierry Bortolot  |           |         |
| mai 2020                                 | En cours  | Patrice Crétineau |           |         |
| Les données manquantes sont à compléter. |           |                   |           |         |

## Population et société

### Démographie

#### Évolution démographique
L'évolution du nombre d'habitants est connue à travers les recensements de la population effectués dans la commune depuis 1793. Pour les communes de moins de 10 000 habitants, une enquête de recensement portant sur toute la population est réalisée tous les cinq ans, les populations de référence des années intermédiaires étant quant à elles estimées par interpolation ou extrapolation. Pour la commune, le premier recensement exhaustif entrant dans le cadre du nouveau dispositif a été réalisé en 2008.

En 2022, la commune comptait 58 habitants, en évolution de +3,57 % par rapport à 2016 (Haute-Marne : −4,62 %, France hors Mayotte : +2,11 %).
| 1793 | 1800 | 1806 | 1821 | 1831 | 1836 | 1841 | 1846 | 1851 |
| ---- | ---- | ---- | ---- | ---- | ---- | ---- | ---- | ---- |
| 215  | 176  | 220  | 238  | 226  | 229  | 235  | 234  | 229  |

| 1856 | 1861 | 1866 | 1872 | 1876 | 1881 | 1886 | 1891 | 1896 |
| ---- | ---- | ---- | ---- | ---- | ---- | ---- | ---- | ---- |
| 199  | 190  | 187  | 174  | 157  | 163  | 161  | 169  | 171  |

| 1901 | 1906 | 1911 | 1921 | 1926 | 1931 | 1936 | 1946 | 1954 |
| ---- | ---- | ---- | ---- | ---- | ---- | ---- | ---- | ---- |
| 165  | 156  | 136  | 142  | 125  | 121  | 105  | 104  | 105  |

| 1962 | 1968 | 1975 | 1982 | 1990 | 1999 | 2006 | 2008 | 2013 |
| ---- | ---- | ---- | ---- | ---- | ---- | ---- | ---- | ---- |
| 102  | 87   | 85   | 81   | 64   | 62   | 60   | 59   | 55   |

| 2018 | 2022 | - | - | - | - | - | - | - |
| ---- | ---- | - | - | - | - | - | - | - |
| 60   | 58   | - | - | - | - | - | - | - |